# Marikina
Marikina è una città altamente urbanizzata delle Filippine, situata nel Distretto Nord Est della Regione Capitale Nazionale.
Marikina è formata da 16 baranggay:
- Barangka
- Calumpang
- Concepcion Dos (SSS Village)
- Concepcion Uno
- Fortune
- Industrial Valley Complex
- Jesus Dela Peña
- Malanday
- Marikina Heights
- Nangka
- Parang
- San Roque
- Santa Elena
- Santo Niño
- Tañong
- Tumana